# فلوريان مولر (كاتب)
فلوريان مولر (بالألمانية: Florian Müller)‏ هو كاتب ومؤلف ألماني، ولد في 21 يناير 1970 في Augsburg-Haunstetten ‏ في ألمانيا.

## وصلات خارجية
- الموقع الرسمي